# Weeekly
Weeekly (hangul: 위클리) é um grupo feminino sul-coreano formado pela IST Entertainment (anteriormente Play M Entertainment) em 2020. O grupo é o segundo grupo feminino da Play M Entertainment em 10 anos, depois de Apink. O grupo é composto por seis integrantes: Soojin, Monday, Soeun, Jaehee, Jihan e Zoa. O grupo estreou em 30 de junho de 2020, com seu EP de estreia, We Are. Em 1 de junho de 2022, a agência IST Entertainment confirmou a saída da integrante Jiyoon por problemas de ansiedade. Em fevereiro de 2025, a IST Entertainment anunciou a saída das integrantes da empresa após o fim de seus contratos.

## História

### Pré-estreia
Soojin, Jiyoon e Soeun eram concorrentes do programa de sobrevivência da JTBC, Mix Nine, com Soojin sendo o "centro" das concorrentes femininas quando o programa foi lançado. No entanto, em 8 de janeiro de 2018, Soojin retirou-se do programa após uma lesão em um acidente de trânsito e recebeu uma cirurgia de emergência.
Em outubro de 2018, Fave Entertainment anunciou seus planos de estrear um novo grupo feminino, temporariamente chamado de Favegirls (페이브 걸즈). A programação incluia Soojin, Jiyoon, Monday, Soeun e Jaehee. O grupo foi posteriormente denominado PlayM Girls (플레이 엠 걸즈) após a fusão da Plan A Entertainment com a Fave Entertainment, para formar a Play M Entertainment, em 1 de abril de 2019.

### 2020: Estreia comWe AreeWe Can
Em 8 de maio de 2020, Play M Entertainment anunciou que PlayM Girls estava confirmado para fazer sua estreia em junho. Em 11 de maio, o nome do grupo foi revelado como Weeekly, com todas as sete íntegrantes do grupo e suas fotos de perfil reveladas. Em 12 de junho, o EP de estreia do grupo We Are foi anunciado para ser lançado em 30 de junho, junto com uma programação de lançamento.

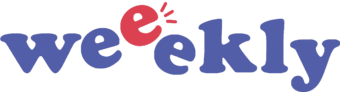
Logo de Weeekly

Em 30 de junho, o videoclipe do single do EP "Tag Me (@Me)" foi lançado 18 horas antes do lançamento do álbum. Posteriormente, We Are foi lançado digitalmente, com Jiyoon envolvida na escrita e composição de duas canções do EP. O grupo teve um showcase para a imprensa no mesmo dia. Originalmente, o grupo também teria um showcase de estreia ao vivo através do V Live, no entanto, um incêndio que estourou perto do local da apresentação resultou em seu cancelamento. O videoclipe de "Tag Me (@Me)" alcançou 10 milhões de visualizações nos primeiros 7 dias, enquanto o EP vendeu mais de 10.000 cópias nos primeiros 8 dias.
Em 23 de agosto, o grupo anunciou o nome oficial de seu fã-clube, Daileee. O grupo também cantou a canção "Boom Chi Ki" (붐 치키) para o programa de variedades da Kakao TV, My Dream is Ryan. O single foi lançado digitalmente em 25 de setembro. Em 28 de setembro, o Fórum do Consumidor Coreano concedeu a Weeekly o "Prêmio Rookie Feminino do Ano", usando dados de uma pesquisa com mais de 550.000 coreanos.
O grupo lançou seu segundo EP We Can em 13 de outubro, com a faixa-título "Zig Zag". Em 15 de outubro, elas tiveram sua apresentação de estreia para a canção no M Countdown. A coreografia era distinta por sua integração de cubos de 5 kg na dança, que as integrantes empurravam pelo palco. O videoclipe de "Zig Zag" alcançou 10 milhões de visualizações no YouTube em 4 dias, batendo seu recorde anterior.

### 2021:We Play
O grupo lançou seu terceiro EP We Play em 17 de março de 2021, com a faixa-título "After School". O single se tornou o maior sucesso do grupo até então, se tornando a primeira faixa do grupo a entrar na parada sul coreana Gaon Digital Charts em #155. O EP também se tornou o primeiro do grupo ha ultrapassar a marca de 40 mil cópias vendidas.
No dia 28 de maio o grupo lançou o single digital "7Days Tension", em colaboração com a marca sul coreana de lentes de contato Davich.
No dia 15 de julho foi anunciado que o grupo lançaria o seu quarto EP Play Game: Holiday no dia 4 de agosto, com a faixa-título "Holiday". No dia 1 de agosto foi informado pela empresa Play M que a integrante Jiyoon não participará das promoções de "Holiday Party" devido a sua ansiedade, e estará recebendo ajuda psicológica, então o grupo por enquanto promoverá apenas com 6 integrantes.

## Integrantes
- Soojin (hangul: 수진), nascida Lee Soo-jin (hangul: 이수진) em 12 de dezembro de 2001 (23 anos) em Songpa, Seul, Coreia do Sul. É a líder do grupo.[34]
- Jiyoon (hangul: 지윤), nascida Shin Ji-yoon (hangul: 신지윤) em 2 de março de 2002 (23 anos) em Bundang, Seongnam, Coreia do Sul.
- Monday (hangul: 먼데이), nascida Kim Ji-min (hangul: 김지민) em 10 de maio de 2002 (22 anos) em Bundang, Seongnam, Coreia do Sul.
- Soeun (hangul: 소은), nascida Park So-eun (hangul: 박소은) em 26 de outubro de 2002 (22 anos) na Coreia do Sul.
- Jaehee (hangul: 재희), nascida Lee Jae-hee (hangul: 이재희) em 18 de março de 2004 (21 anos) em Gyeonggi, Coreia do Sul.
- Jihan (hangul: 지한), nascida Han Ji-hyo (hangul: 한지효) em 12 de julho de 2004 (20 anos) na Coreia do Sul
- Zoa (hangul: 조아), nascida Cho Hye-won (hangul: 조혜원) em 31 de maio de 2005 (19 anos) em Seul, Coreia do Sul.

## Discografia

### Extended plays
| Título             | Detalhes | Melhores posições nas tabelas | Vendas        |
| Título             | Detalhes | COR                           | Vendas        |
| ------------------ | --- | ----------------------------- | ------------- |
| We Are             | - Lançamento: 30 de junho de 2020 - Gravadora: Play M Entertainment - Formatos: CD, download digital, streaming Lista de faixas 1. Weeekly Day 2. Universe 3. Tag Me (@Me) 4. Hello 5. Reality                                | 16                            | - : 21,450    |
| We Can             | - Lançamento: 13 de outubro de 2020 - Gravadora: Play M Entertainment - Formatos: CD, download digital, streaming Lista de faixas 1. Unnie (언니) 2. My Earth 3. Zig Zag 4. Top Secret (몰래몰래) 5. Weeekly (월화수목금토일) | 10                            | - : 26,459    |
| We Play            | - Lançamento: 17 de março de 2021 - Gravadora: Play M Entertainment - Formatos: CD, download digital, streaming Lista de faixas 1. Yummy! 2. Lucky 3. After School 4. Uni 5. Butterfly (나비 동화)                            | 10                            | - KOR: 42,739 |
| Play Game: Holiday | - Lançamento: 04 de agosto de 2021 - Gravadora: Play M Entertainment - Formatos: CD, download digital, streaming Lista de faixas 1. Weekend 2. Check It Out 3. Holiday Party 4. La Luna 5. Memories Of Summer Rain            | 4                             | - KOR: 46,367 |

### Singles
| Título                                                                                   | Ano  | Melhores posições nas tabelas | Melhores posições nas tabelas | Álbum              |
| Título                                                                                   | Ano  | COR                           | COR Hot                       | Álbum              |
| ---------------------------------------------------------------------------------------- | ---- | ----------------------------- | ----------------------------- | ------------------ |
| "Tag Me" (@Me)                                                                           | 2020 | —                             | —                             | We Are             |
| "Zig Zag"                                                                                | 2020 | —                             | —                             | We Can             |
| "After School"                                                                           | 2021 | 155                           | —                             | We Play            |
| "Holiday Party"                                                                          | 2021 | —                             | —                             | Play Game: Holiday |
| "—" indica lançamentos que não figuraram nas paradas ou não foram lançados nessa região. |      |                               |                               |                    |

### Outros lançamentos
| Título                                                                                   | Ano         | Melhores posições nas tabelas | Melhores posições nas tabelas | Álbum                           |
| Título                                                                                   | Ano         | COR                           | COR Hot                       | Álbum                           |
| Promocional                                                                              | Promocional | Promocional                   | Promocional                   | Promocional                     |
| ---------------------------------------------------------------------------------------- | ----------- | ----------------------------- | ----------------------------- | ------------------------------- |
| "7Days Tension" (텐션업)                                                                 | 2021        | —                             | —                             | Single sem álbum                |
| Trilha sonora                                                                            |             |                               |                               |                                 |
| "Boom Chi Ki" (붐 치키)                                                                  | 2020        | —                             | —                             | Wannabe Ryan OST                |
| "Wake Up"                                                                                | 2021        | —                             | —                             | Hello, Me! OST                  |
| "Best Friend (We Can)"                                                                   | 2021        | —                             | —                             | The World of My 17 Season 2 OST |
| "—" indica lançamentos que não figuraram nas paradas ou não foram lançados nessa região. |             |                               |                               |                                 |

## Filmografia

### Videoclipes
| Título                   | Ano  | Diretor(es)                       | Ref.   |
| ------------------------ | ---- | --------------------------------- | ------ |
| "Tag Me (@Me)"           | 2020 | Kim Jak-young (Flexible Pictures) | [ 41 ] |
| "Zig Zag"                | 2020 | Ziyong Kim (FantazyLab), Dee Shin | [ 42 ] |
| "After School"           | 2021 | JIMMY (VIA Productions)           | [ 43 ] |
| "7Days Tension" (텐션업) | 2021 | JIMMY (VIA Productions)           | [ 44 ] |
| "Holiday Party"          | 2021 | JIMMY (VIA Productions)           | [ 45 ] |
| "Check It Out"           | 2021 | Lee Soo-jin, Monday, Shin Ji-yoon | [ 46 ] |

## Prêmios e indicações
| Premiação                | Ano  | Categoria                            | Recipiente | Resultado | Ref.   |
| ------------------------ | ---- | ------------------------------------ | ---------- | --------- | ------ |
| Asia Model Awards        | 2020 | Prêmio Nova Estrela – Grupo Feminino | Weeekly    | Venceu    | [ 47 ] |
| Brand of the Year Awards | 2020 | Prêmio Melhor Ídolo Rookie Feminino  | Weeekly    | Venceu    | [ 48 ] |
| Korea First Brand Awards | 2021 | Prêmio Ídolo Rookie Feminino         | Weeekly    | Venceu    | [ 49 ] |
| Melon Music Awards       | 2020 | Novo Artista do Ano – Feminino       | Weeekly    | Venceu    | [ 50 ] |
| Mnet Asian Music Awards  | 2020 | Melhor Novo Artista Feminino         | Weeekly    | Venceu    | [ 51 ] |
| Mnet Asian Music Awards  | 2020 | Artista do Ano                       | Weeekly    | Indicado  | [ 51 ] |
| Mnet Asian Music Awards  | 2020 | Ícone Mundial do Ano                 | Weeekly    | Indicado  | [ 51 ] |
| The Fact Music Awards    | 2020 | Prêmio Próximo Líder                 | Weeekly    | Venceu    | [ 52 ] |
| The Fact Music Awards    | 2020 | Prêmio TMA Popularidade              | Weeekly    | Indicado  | [ 53 ] |
| Seoul Music Awards       | 2021 | Rookie do Ano                        | Weeekly    | Indicado  | [ 54 ] |
| Seoul Music Awards       | 2021 | Prêmio Popularidade da Onda Coreana  | Weeekly    | Indicado  | [ 54 ] |
| Seoul Music Awards       | 2021 | Prêmio de Popularidade               | Weeekly    | Indicado  | [ 54 ] |